# Tuffi alla XXX Universiade - Piattaforma 10 metri sincro misti
Il concorso dei tuffi della piattaforma 10 metri sincro misti dell'Universiade di Napoli 2019 si è svolto il 7 luglio 2019, alle 16:30, alla Piscina Mostra d’Oltremare a Napoli. Hanno partecipato alla competizione 12 tuffatori, provenienti da 6 differenti nazioni.

## Risultati
| Pos.    | Nazione       | Atleti                                  | T1    | T2    | T3    | T4    | T5    | Tot.   |
| ------- | ------------- | --------------------------------------- | ----- | ----- | ----- | ----- | ----- | ------ |
| Oro     | Messico       | José Balleza Isaias Alejandra Estrella  | 46.80 | 51.60 | 69.30 | 72.96 | 70.47 | 311.13 |
| Argento | Cina          | Huang Zigan Jiao Jingjing               | 53.40 | 46.20 | 57.60 | 77.76 | 73.92 | 308.88 |
| Bronzo  | Russia        | Ilia Smirnov Daria Selvanovskaia        | 46.80 | 48.00 | 64.80 | 64.32 | 62.40 | 286.32 |
| 4       | Stati Uniti   | Jacob Reid Cornish Abigail Faye Knapton | 44.40 | 48.00 | 57.60 | 62.40 | 71.28 | 283.68 |
| 5       | Australia     | Nicholas Jeffree Emily Meaney           | 47.40 | 43.80 | 63.00 | 48.96 | 69.12 | 272.28 |
| 6       | Corea del Sud | Hareum Park Minjae Ryu                  | 44.40 | 43.80 | 59.64 | 45.12 | 58.50 | 251.46 |